# Гомотипия
Гомоти́пия (от др.-греч. ὅμοιος — «подобный, похожий» и τύπος — «отпечаток, форма, образец») — одна из форм общей гомологии, заключающаяся в сходстве у билатерально-симметричных организмов симметрично расположенных структур и органов.
Примерами гомотипии являются симметрия левых и правых конечностей и глаз. Иногда гомотипия маскируется вторичными изменениями (например, правое и левое лёгкие, правый и левый яичники и яйцеводы у птиц). Гомотипичные органы носят название антимеры.
Термин гомотипия в современном смысле впервые применил Эрнст Геккель в 1866 году. До этого в 1843 году термин был использован Ричардом Оуэном для обозначения другой формы гомологии, ныне называемой гомодинамией.